# بتو پرز
آلبرتو "بتو" پرز (اسپانیایی: Alberto "Beto" Pérez‎؛ زادهٔ ۱۵ مارس ۱۹۷۰)، رقصنده و طراح رقص اهل کلمبیا است. او خالق برنامه ورزشی و تناسب اندام زومبا در دههٔ ۱۹۹۰ میلادی‌است. زومبا از حرکات رقص و اروبیک تشکیل شده‌است.
پرز این ورزش ریتمیک را که فعالیتی نرمشی، و ترکیبی از اروبیک و نرمش‌های هوازی است، بر اساس رقص‌های لاتین ابداع کرد.
پرز در کالی، کلمبیا زاده و تنها نزد مادرش بزرگ شد. او در سن ۱۴ سالگی برای حمایت از خانواده‌اش در سه شغل مشغول به کار بود. او که بسیار علاقه‌مند به رقص بود استطاعت کلاس‌های درس رقص را نداشت. پرز پس ‌از پیروزی در یک مسابقه ملی لامبادا در کلمبیا، در یکی از بهترین آکادمی‌های کالی برای تحصیل رقص پذیرفته شد، در حالی که خارج از آکادمی، اروبیک آموزش می‌داد.
در سال ۱۹۹۹ میلادی، پرز «در جستجوی رؤیای آمریکایی» به میامی، فلوریدا نقل مکان کرد و در آنجا مشغول به آموزش کلاس‌های ایروبیک شد.